# Občina Kobilje
Občina Kobilje (slovinsky Občina Kobilje, maďarsky Kebeleszentmárton Község) je jednou z 212 občin ve Slovinsku. Nachází se na severovýchodě státu v Pomurském regionu na území historického Zámuří. Občinu tvoří jedno sídlo (vesnice Kobilje), její rozloha je 19,7 km² a k 1. lednu 2017 zde žilo 560 obyvatel.

## Členění občiny
Občina je tvořena jediným sídlem Kobilje (Kebeleszentmárton).